# 加藤宗現
加藤宗現（1899年7月22日—1978年11月）是一名日本男子，一度被認為是東京最年長的男性。2010年7月，一名日本官员來到加藤宗现位於東京足立區的家，打算庆祝后者111岁生日。加藤宗现的大女儿卻拒絕官员与父亲见面，警方隨後在加藤宗现的臥室裡發現了他的木乃伊，並發現一張日期為1978年11月5日的報紙，警方推定其很可能在1978年11月就已去世，而他的家人卻從未正式宣布他已死亡。加藤宗現81岁的大女兒和53歲的孫女隨即被捕，她們被指控以欺詐的手段领取加藤宗现的养老金，這些養老金数额大约為900万日元。2010年11月，东京地方法院以诈骗罪判处加藤宗現的孫女两年半有期徒刑，缓刑四年。